# WWE 클래식스 온 디멘드
WWE 클래식스 온 디멘드(WWE Classics on Demand)는 WWE에서 제공하는 미국의 구독 기반 주문형 비디오 텔레비전 서비스였다. 이 서비스는 WWE의 방대한 레슬링 영상 아카이브의 영상을 특징으로 했으며, 여기에는 클래식 WWE, 월드 챔피언십 레슬링(WCW), 익스트림 챔피언십 레슬링(ECW) 등이 포함되었다. 매달 약 40시간의 순환 프로그램을 제공했으며, 종종 특정 테마를 중심으로 한 4개(이전에는 6개)의 "프로그래밍 버킷"으로 구성되었다. 원래 이름은 WWE 24/7 온 디멘드였다. 2008년 9월에는 WWE 24/7 클래식스 온 디멘드로 변경되었다. 2009년 4월에는 다시 WWE 클래식스 온 디멘드로 변경되었다.
WWE 클래식스는 디지털 케이블로만 제공되었다. 이 서비스를 제공하는 업체로는 컴캐스트, AT&T U-Verse(2012년 중단), 버라이즌 피오스, 미디어콤, 차터 커뮤니케이션스, 콕스 커뮤니케이션스, 로저스 케이블, 이스트링크, 시사이드 커뮤니케이션스, 코게코, 암스트롱 그룹, 케이블비전 (미국), 스카이 이탈리아, 그리고 최근에 아스트로가 있었다. 프로그램 중 일부는 매디슨 스퀘어 가든 클래식스로 포장되어 2006년 여름에 MSG 네트워크에서 방영되기 시작했다. 2007년 11월 기준으로 이 서비스 가입자는 약 115,000명이었다.
이 서비스는 2014년 1월 31일에 종료되었으며, 이는 새로운 비디오 스트리밍 및 구독 서비스인 WWE 네트워크의 출시를 위한 것이었다.

## 프로그래밍 버킷 및 프로그램
프로그래밍 버킷 및 일반적으로 또는 가끔 나타나는 프로그램은 다음과 같다.
- WWE 레전드–"전설적인" 레슬러를 다루는 "내러티브, 회고적, 주제별 프로그램"에 중점을 둔다.
  - 명예의 전당–"민 진" 오컬런드가 특정 WWE 명예의 전당 헌액자의 오리지널 프로필을 진행한다.
    - 나머지 달 동안에는 그 스타가 출연하는 경기의 일부가 두 주마다 변경되어 제공된다.

  - WWE 올드 스쿨 - 1970년대부터 1990년대까지의 아카이브 하우스 쇼. 이 쇼는 대부분 뉴욕, 보스턴, 토론토, 필라델피아에서 열렸다.
  - 레전드 오브 레슬링–원탁 토론. 가끔 있는 프로그램.
  - 고든 솔리와 함께하는 필름 룸–짐 로스가 고든 솔리가 해설하고 인터뷰하는 특정 레슬러의 경력을 기록하거나 특정 이벤트/대립을 추적하는 클래식 영상을 소개한다. 가끔 있는 프로그램.
  - 이 섹션에는 DVD 및 비디오 릴리스도 포함된다.
- 빅 이벤트
  - WWF/WWE, WCW, NWA, AWA의 빈티지 페이퍼뷰 및 "슈퍼 쇼" 이벤트. 이러한 이벤트는 몇 달에서 몇 년 전의 것일 수 있다.
  - WWE U-Choose (이전의 Pick Your Big One) - 매달 다음 달 테마를 기반으로 한 세 개의 "Big One" 이벤트가 WWE 클래식스 서브사이트에서 투표에 부쳐지며, 당선된 이벤트는 다음 달 "Big Ones" 선택 사항 중에서 시청할 수 있다.
  - 일반적으로 몇 달 전에 방영된 WWE 페이퍼뷰가 방영된다. 전체가 방영되지만, 추가 옵션으로 경기별로 나누어 방영되기도 했다.
- TV 클래식–프로레슬링의 역사는 레슬링 텔레비전 쇼 재방송을 통해 보여진다.
  - 익스트림 챔피언십 레슬링 - 조이 스타일스가 진행했으며, 태즈는 2009년 4월 WWE를 떠날 때까지 쇼의 오리지널 호스트였다. 토미 드리머는 2010년 1월 WWE를 떠날 때까지 태즈의 공동 호스트를 맡았다.
  - WWF 챔피언십 레슬링 - 호스트 없음
  - AWA 올스타 레슬링 - 호스트 없음
  - AWA 챔피언십 레슬링 - 래리 넬슨이 진행
  - 플로리다 챔피언십 레슬링 - 마이크 그레이엄이 진행 (2008년 중단)
  - 스모키 마운틴 레슬링 - 호스트 없음
  - 월드 클래스 챔피언십 레슬링 - 마이클 "P. S." 헤이즈와 케빈 본 에릭이 진행하며, 가끔 지미 가빈이 본 에릭을 대신한다.
  - 월드 챔피언십 레슬링 - 호스트 없음
  - 미드-애틀랜틱 챔피언십 레슬링 - 호스트 없음
  - WWF 프라임 타임 레슬링 - 호스트 없음
    - 원래 2009년 2월 마지막 TNT가 방영될 때까지 프로그래밍 스케줄에서 튜즈데이 나이트 타이탄즈와 번갈아 방영되었다.

  - 먼데이 나이트 워스 - 짐 로스가 진행하며, 이전에는 마이클 콜이 진행했다. WWF 먼데이 나이트 러와 WCW 먼데이 나이트로의 주별 경쟁을 시간 순으로 재방송한다. 두 개의 별도 프로그램으로 방영된다. 원래 2008년 1월까지는 하나의 프로그램으로 방영되었다.
  - 먼데이 나이트 워스: 시작 - 마이클 콜이 진행하며, "오리지널" 먼데이 나이트 워스 프로그램과 번갈아 가며, 시작은 1995년 "전쟁"의 시작에 초점을 맞춘다. "오리지널" 쇼처럼 하나의 프로그램으로 방영된다. 이 쇼가 데뷔했을 때, 마이클 콜은 빈 아레나 안에서 RAW 아나운서 위치 뒤에 앉아 프로그래밍 변경을 설명하는 모습으로 등장했다. 이것은 몇 에피소드 동안 지속되었으며, 이후 쇼는 삽입구 없이 방영되기 시작했다.
  - 추가 프로그래밍은 종종 다음 달 테마와 관련이 있지만 항상 그런 것은 아니며 이 섹션에 추가된다.
- 쇼티
  - 해당 월의 테마를 중심으로 한 경기 및 기억에 남는 순간들이 특정 슈퍼스타에 의해 진행된다 (예: 추수감사절을 위한 음식 관련 순간 또는 경기).

## 이전 버킷
서비스가 처음 시작되었을 때, 더 전문적인 여섯 개의 버킷으로 시작했다. 2007년 4월 4일경, 이 버킷들은 더 넓은 네 개의 버킷으로 통합 및 정리되었다. 이는 잭 코르펠라가 진행하는 무료 "월간 미리보기" 쇼에 따르면 클래식 시청자에게 더 쉽게 만들기 위한 것이었다.
원래 여섯 개의 버킷과 프로그램은 다음과 같았다:
- 명예의 전당 - 오컬런드가 진행하는 특정 명예의 전당 헌액자의 전기와 경기만 포함.
- 빅 원 - 과거의 페이퍼뷰
- 스페셜 - 홈 비디오 릴리스 및 네트워크 스페셜
- ECW - ECW 역사 쇼 (당시에는 태즈 혼자 진행)
- 프라임 타임 - 황금시간대 또는 그 시간대에 원래 방영되었을 과거의 레슬링 프로그램, 하나의 프로그램으로 방영된 먼데이 나이트 워스 포함.
- 올드 스쿨 - 녹화된 하우스 쇼

시간이 지남에 따라 "ECW" 버킷은 "영역 - ECW"로 확장되어 사업의 "영역 시대"의 쇼를 통합하기 시작했다. 나중에는 완전히 제거된 "프라임 타임" 버킷에서 찾을 수 있는 프로그램을 수용하기 시작하면서 현재의 "TV 클래식"으로 이름이 변경되었다. "올드 스쿨"과 "빅 원" 버킷은 "빅 원" 이름을 유지하며 통합되어 모든 큰 쇼를 위한 버킷이 되었다. "명예의 전당"은 덜 제한적인 "WWE 레전드"로 이름이 변경되었고, 제거된 "스페셜" 버킷의 자료를 수용하기 시작했다.

## 레전드 오브 레슬링
레전드 오브 레슬링은 클래식 서비스를 위해 특별히 제작된 오리지널 시리즈다. 이 프로그램은 링 안팎에서의 활동으로 "전설"로 불리는 다양한 인사들이 출연하여 레슬링 역사의 특정 주제, 인물 또는 사건에 대해 원탁 토론을 벌인다. 이 쇼는 원래 WWE 해설가인 짐 로스가 진행했으며, 이전 인터뷰어인 진 오컬런드가 몇 차례 대신 진행했다. 이후 오컬런드가 네 번째 패널부터 진행을 완전히 맡았다.
이 시리즈는 비공식적인 "시즌"으로 나뉘어 있으며, 각 시즌은 같은 패널이 출연하는 1시간 길이의 에피소드(각 에피소드에는 짧은 휴식 시간이 있음)로 구성된다.
2009년 1월, 3개의 에피소드를 담은 DVD 박스 세트가 출시되었다. 서전트 슬로터/릭 플레어, 제리 롤러/정크야드 독, 그리고 백스테이지에서 "문제"를 일으키는 것으로 알려진 레슬러에 대한 "히트시커" 에피소드와 해당 스타들이 출연하는 보너스 경기가 포함되었다. 베스트 바이 독점 에피소드인 밥 배클런드/헐크 호건, 아이언 쉬크/앙드레 더 자이언트, "라우디" 로디 파이퍼/테리 펑크도 출시되었다. 에피소드는 첫 시즌의 것이지만, "히트시커"는 두 번째 시즌 에피소드이다.

## 추가 자료
- 일부 프로그램 선택 전에 짧은 "프로모션"과 클립이 나타나며, 레슬링 역사의 기억에 남는 순간이나 특정 슈퍼스타의 하이라이트 모음을 보여준 후 해당 스타가 "WWE 24/7을 시청하고 있습니다"라고 알린다.
- 서비스 초기에는 일부 콘텐츠 중에 스크롤이 화면에 나타나 레슬링 역사의 역사적인 순간(타이틀 변경, 중요한 경기, 생일 등)을 해당 월에 대해 자세히 설명했다. 나중에는 스크롤이 타이틀 변경만 표시하도록 변경되었다.
- 다른 때는 화면 하단에 로어 서드가 나타나 화면에 나타나는 내용에 대한 추가 정보를 제공한다. 종종 해당 월의 테마와 연관된다.
- 먼데이 나이트 워스에서는 가끔 "워 스토리"라는 코너가 먼데이 나이트 워스의 핵심 순간을 따라가며, 해당 순간에 참여했던 스타들이 해당 세그먼트에 대한 즉각적인 반응을 논의하지만, 특정 세그먼트가 왜 발생했는지에 대한 통찰력도 제공할 수 있다.

## WWE 비디오 라이브러리
WWE 비디오 라이브러리는 세계에서 가장 큰 프로레슬링 테이프 라이브러리로, 10만 시간 이상의 콘텐츠를 보유하고 있다. 이는 월드 레슬링 엔터테인먼트 영상(1970년대부터)뿐만 아니라, WWE가 시간이 지나면서 지역 및 전국 경쟁업체를 적극적으로 인수하여 1950년대까지 거슬러 올라가는 방대한 텔레비전 프로그램, 페이퍼뷰 녹화, 비디오 제작물, 레슬링 경기 녹화물을 축적하여 현대 프로레슬링 및 스포츠 엔터테인먼트의 시각적 역사의 매우 중요한 부분을 차지하고 있다.

## 편집
월드 레슬링 엔터테인먼트는 더 이상 "WWF" 이니셜 또는 1998~2002년 로고를 "명시된 상황"을 제외하고 사용할 수 없게 되었으므로, 관련 프로그램에서 둘 다 편집 및 제거되었다. 2012년 7월 말, WWE는 World Wide Fund for Nature와 합의에 도달하여 아카이브 영상에서 "WWF" 이니셜과 스크래치 로고를 다시 사용할 수 있게 되었다. 편집되지 않은 영상은 먼데이 나이트 러 1000번째 에피소드에서 처음 나타났으며, 이후 WWE 웹사이트와 클래식스 온 디멘드에서 전체 길이 경기로 나타났다. 또한, 권리가 만료된 이전의 라이선스 음악은 제거되거나 다른 노래로 대체된다. 또한, 일부 이전 라이브 이벤트는 언어 및 노출에 대해 검열된다. 링 아나운서 마이클 버퍼도 상표 등록된 문구 "Let's Get Ready to Rumble" 때문에 모든 프로그램에서 편집된다.
크리스 벤와 이중 살인-자살 사건 여파로 많은 레슬링 웹사이트에서 크리스와 낸시 벤와의 모습과 언급이 관련 프로그램에서 제거되고 있다고 보도했다. 결국 낸시의 이미지는 프로그램에 다시 등장할 수 있게 되었지만, 6년 이상이 지난 후에도 벤와의 이미지는 계속 삭제되었다. 특히, WCW 먼데이 나이트로의 먼데이 나이트 워스 방송에서 그의 레슬링과 이름 언급은 제거되었으며, 다른 쇼의 경기 세그먼트에서도 제거되었다. 그러나 그는 가끔 짧은 비레슬링 역할로 언급되고 나타난다. 그의 이미지는 결국 1997년 월드 워 3 재방송 중 레슬링 역할로 다시 등장했다. 2014년 1월 초, WWE는 크리스 벤와 관련 영상이 WWE 네트워크에서 다음과 같은 경고문과 함께 방영될 것이라는 메모를 발행했다. "다음 프로그램은 원본 형태로 제공됩니다. 이 프로그램에는 WWE의 기업 관점을 반영하지 않으며 모든 시청자에게 적합하지 않을 수 있는 일부 내용이 포함될 수 있습니다. WWE 캐릭터는 허구이며, 이를 연기하는 배우의 개인 생활을 반영하지 않습니다. 시청자의 재량이 필요합니다."